# Gesloten wagen

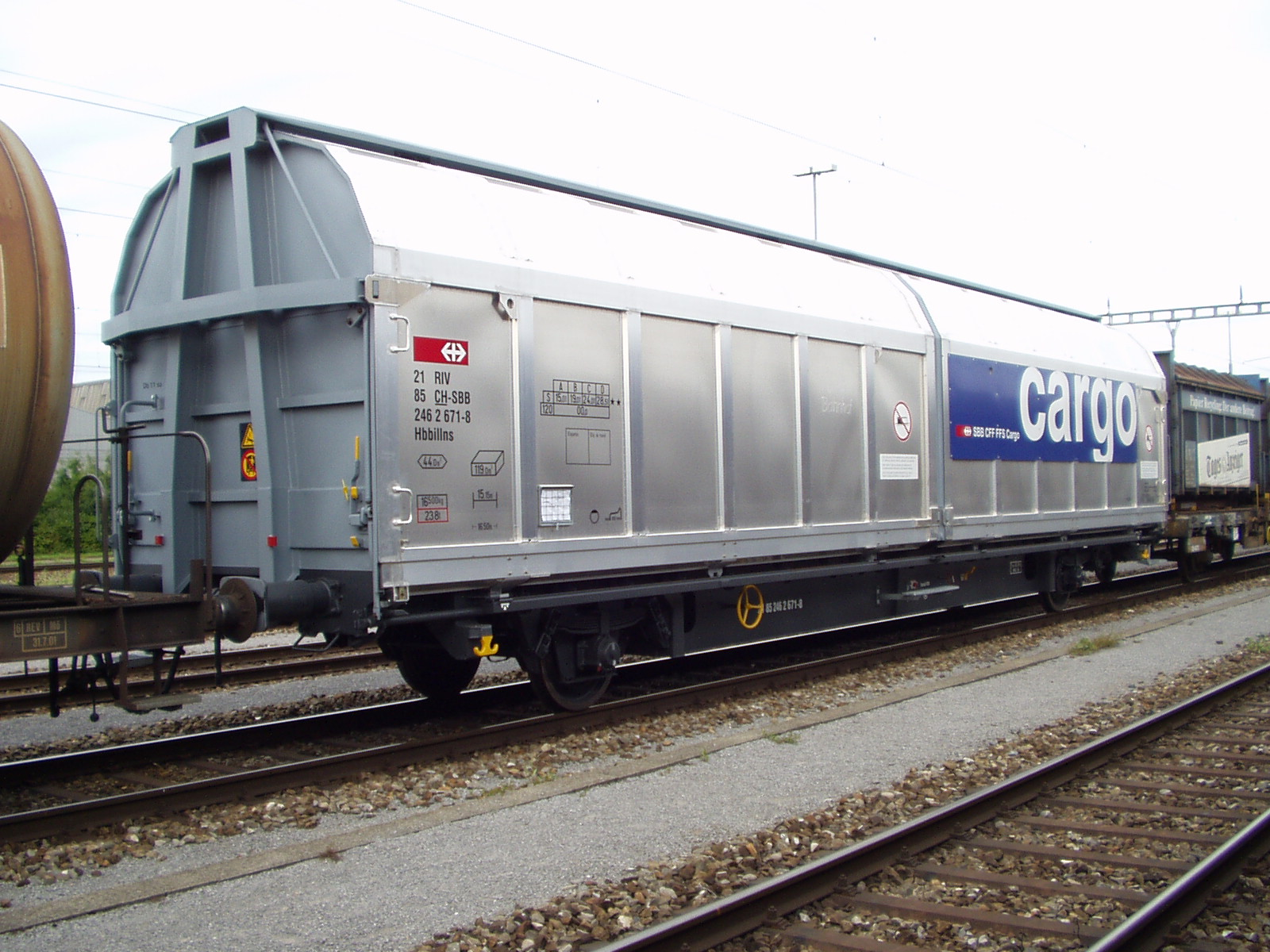
Schijfwandwagen Hbbillns van de SBB, tegenwoordig een standaardwagen voor paletvervoer met verplaatsbare tussenwanden

Een gesloten goederenwagen is een railvoertuig zonder aandrijving, dat is bedoeld om een vracht te vervoeren dat niet blootgesteld mag worden aan weersinvloeden. Gesloten wagens kunnen worden verdeeld in de standaard wagens en speciale wagens. De speciale wagens hebben bijvoorbeeld een schuifwand of schuifdak waarmee makkelijker goederen kunnen worden geladen of gelost.

## Wagentypes
In grote lijnen zijn de volgende gesloten wagentypes te onderscheiden:
- Standaard gesloten wagens: Wagens die zijn afgesloten voor het vervoer van stukgoederen. Via de zijkant kan de wagen beladen worden. Sommige gesloten wagens hebben een koelsysteem om (etens)waren die snel bederven te vervoeren. De UIC heeft de categorieletter G toegekend aan dit wagentype.
- Speciale gesloten wagens: Dit zijn wagens met bijzondere voorzieningen zoals een schuifwand of schuifdak. Vaak zijn er ook verplaatsbare tussenwanden aanwezig om de lading te beschermen. Een bekende speciale gesloten wagen is de rode PTT-wagen die vanaf jaren 60 tot de jaren 90 in grote aantallen hebben rondgereden voor het vervoer van post binnen Nederland. De UIC heeft de categorieletter H toegekend aan dit wagentype.
- Koelwagens: Geïsoleerde wagens met eventueel een koelingssysteem om (etens)waren die snel bederven te vervoeren. Vroeger reden deze wagens met name voor groente, fruit, vis en bier. De meeste koelwagens in Europa zijn in eigendom van Interfrigo. De UIC heeft de categorieletter I toegekend aan dit wagentype.

## Codering

### Oude NS-codering (stand van oktober 1964)
Voordat het UIC-systeem vanaf 1 oktober 1964 werd ingevoerd gebruikte de NS eigen soortnamen (soortmerken, telegrafische verkortingen, verkorte benamingen) voor haar goederenwagens. De NS hanteerde de volgende soortnamen.

#### Normale gesloten wagens (UIC: G)
- CHD, (X-)CHE: van de HSM en SS overgenomen wagens
- CHDG: voor graanvervoer
- CH(R)M
- GW: groepswagen voor stukgoederenvervoer
- S-CHH: in Hongarije gebouwde wagen
- S-CHO: ORE-wagen
- CHO(M): van Duitsland overgenomen wagen
- S-CHR: groentewagen
- X-CHG: in Tsjechoslowakije gebouwde wagen
- (X-)CHR: van de HSM en SS overgenomen groentewagens
- Ghs: groentewagen, ex-GW
- Hbs: grootvolumewagen

#### Speciale gesloten wagens (UIC: H)
- S-CHK: met kopdeuren
- X-CHGZ: voor graanvervoer, met losluiken
- Hbcs: grootvolumewagen, met kopdeuren
- Hbis: schuifwandwagen

#### Koelwagens (UIC: I)
- CHIB: voor bananenvervoer
- S-CHI: geïsoleerde wagen
- S-CHIZ: voor zeevisvervoer
- S-CHV: voor vleesvervoer
- S-CHVO, Ibces: ORE-koelwagen, voor vleesvervoer
- Ies: ORE-koelwagen